# Station Thézy-Glimont
Station Thézy-Glimont is een spoorwegstation in de Franse gemeente Thézy-Glimont.